# Barron (fiume Australia)
Il Barron è un fiume del nord del Queensland in Australia.

## Geografia
Ha una lunghezza di 165 km e drena un bacino idrografico di 2.300 km2 di superficie.
Nasce dal monte Hypipamee, ad est di Atherton, ad una quota di 1200 metri s.l.m. Scorre poi verso nord sull'altopiano Atherton prima di volgere verso oriente e generare una cascata alta 230 metri prima di giungere ad un delta che sbocca nell'oceano Pacifico.
Le cascate, non grandiose ma con un salto molto elevato, sono visibili prendendo un pittoresco trenino: il Kuranda.
Una diga artificiale, realizzata lungo il corso del fiume, ha sepolto l'antica città di Tinaroo creando il lago Tinaroo.

## Storia
Il nome aborigeno del fiume è Bibhoora e venne scoperto da James Venture Mulligan nel 1874.
Il nome attuale deriva dal capo della polizia di Brisbane nel 1875 : T.H. Barron dedicato a lui da due suoi ufficiali subalterni, Johnstone e Douglas.